# Полещуки (село)
Полещуки (укр. Поліщуки, до 2024 года — Жовтневка) — село на Украине, находится в Хорошевском районе Житомирской области.
Население по переписи 2001 года составляет 230 человек. Почтовый индекс — 12123. Телефонный код — 4145. Занимает площадь 11,15 км².

## Адрес местного совета
12122, Житомирская область, Хорошевский р-н, с. Рыжаны, тел.: 5-31-82